# Undertale Soundtrack
 (juin 2025).
La mise en forme du texte ne suit pas les recommandations de Wikipédia : il faut le « wikifier ».
Les points d'amélioration suivants sont les cas les plus fréquents. Le détail des points à revoir est peut-être précisé sur la page de discussion.
- Les titres sont pré-formatés par le logiciel. Ils ne sont ni en capitales, ni en gras.
- Le texte ne doit pas être écrit en capitales (les noms de famille non plus), ni en gras, ni en italique, ni en « petit »…
- Le gras n'est utilisé que pour surligner le titre de l'article dans l'introduction, une seule fois.
- L'italique est rarement utilisé : mots en langue étrangère, titres d'œuvres, noms de bateaux, etc.
- Les citations ne sont pas en italique mais en corps de texte normal. Elles sont entourées par des guillemets français : « et ».
- Les listes à puces sont à éviter, des paragraphes rédigés étant largement préférés. Les tableaux sont à réserver à la présentation de données structurées (résultats, etc.).
- Les appels de note de bas de page (petits chiffres en exposant, introduits par l'outil «  Source ») sont à placer entre la fin de phrase et le point final[comme ça].
- Les liens internes (vers d'autres articles de Wikipédia) sont à choisir avec parcimonie. Créez des liens vers des articles approfondissant le sujet. Les termes génériques sans rapport avec le sujet sont à éviter, ainsi que les répétitions de liens vers un même terme.
- Les liens externes sont à placer uniquement dans une section « Liens externes », à la fin de l'article. Ces liens sont à choisir avec parcimonie suivant les règles définies. Si un lien sert de source à l'article, son insertion dans le texte est à faire par les notes de bas de page.
- La présentation des références doit suivre les conventions bibliographiques. Il est recommandé d'utiliser les modèles {{Ouvrage}}, {{Chapitre}}, {{Article}}, {{Lien web}} et/ou {{Bibliographie}}. Le mode d'édition visuel peut mettre en forme automatiquement les références.
- Insérer une infobox (cadre d'informations à droite) n'est pas obligatoire pour parachever la mise en page.

Pour une aide détaillée, merci de consulter Aide:Wikification.
Si vous pensez que ces points ont été résolus, vous pouvez retirer ce bandeau et améliorer la mise en forme d'un autre article.
Albums de Toby Fox
Undertale Demo OST (2013) Deltarune Chapter 1 (Original Game Soundtrack)
(2018)
Undertale Soundtrack est un album de bande originale de Toby Fox, sorti en 2015 pour le jeu vidéo Undertale.

## Développement
La bande sonore du jeu a été entièrement composée par Toby Fox avec FL Studio. Musicien autodidacte, il a composé la plupart des morceaux avec peu d'itérations ; le thème principal du jeu, Undertale, a été la seule chanson à subir plusieurs itérations au cours du développement. La bande sonore a été inspirée par la musique des jeux Super Nintendo Entertainment System — tels que EarthBound et Live A Live — la série Bullet Hell Touhou Project , le groupe de chiptune Anamanaguchi, ainsi que le webcomic Homestuck, pour lequel Fox a fourni une partie de la musique. Fox a également déclaré qu'il essaie d'être inspiré par toute la musique qu'il écoute, en particulier celles des jeux vidéo. Selon Fox, plus de 90 % des chansons ont été composées spécifiquement pour le jeu. Megalovania, la chanson utilisée lors du combat contre le boss Sans, avait déjà été utilisée dans Homestuck et dans l'un des hacks ROM EarthBound de Toby Fox. Pour chaque section du jeu, Fox a composé la musique avant la programmation, car cela aidait à « décider comment la scène devait se dérouler ». Il a d'abord essayé d'utiliser le tracker musical FamiTracker pour composer la bande sonore, mais il a trouvé son utilisation difficile. Il a finalement décidé de jouer des segments de musique séparément et de les connecter sur un morceau. Pour célébrer le premier anniversaire du jeu, Fox a publié cinq œuvres musicales inutilisées sur son blog en 2016. Quatre des chansons du jeu ont été publiées en tant que contenu téléchargeable officiel pour la version Steam de Groove Coaster de Taito.

## Publication et réception
La bande originale officielle Undertale a été publiée par le label de musique de jeux vidéo Materia Collective en 2015, simultanément à la sortie du jeu. De plus, deux albums officiels de reprises d'Undertale sont sortis : l'album métal/électronique Determination de 2015 de RichaadEB et Ace Waters,, et l'album jazz Live at Grillby 2016 par Carlos Eiene, plus connu sous le nom d'insaneintherainmusic. Un autre album de duos de jazz basé sur les chansons ' Undertale, Prescription for Sleep, a été interprété et publié en 2016 par le saxophoniste Norihiko Hibino et le pianiste Ayaki Sato. Une édition vinyle 2× LP de la bande originale d'Undertale, produite par iam8bit, est également sortie la même année. Deux livres de partitions et albums numériques officiels Undertale Piano Collections, arrangés par David Peacock et interprétés par Augustine Mayuga Gonzales, ont été publiés en 2017 et 2018 , par Materia Collective. Un costume de combattant Mii basé sur Sans a été mis à disposition en téléchargement dans le titre crossover Super Smash Bros. Ultimate en septembre 2019, marquant les débuts officiels du personnage en tant que modèle 3D. Ce costume ajoute également un nouvel arrangement de « Megalovania » de Fox comme piste musicale. Le directeur de Super Smash Bros., Masahiro Sakurai, a noté que Sans était une demande populaire pour apparaître dans le jeu. La musique d' Undertale a également été ajoutée à Taiko no Tatsujin : Drum 'n' Fun ! en tant que contenu téléchargeable.
La bande originale d' Undertale a été bien accueillie par les critiques comme une partie du succès du jeu, en particulier pour son utilisation de divers leitmotivs pour les différents personnages utilisés dans différentes pistes. En particulier, « Hopes and Dreams », le thème du boss lors du combat contre Asriel dans la route pacifiste, où le joueur évite de tuer les monstres, ramène la plupart des thèmes des personnages principaux et est « un moyen parfait de terminer votre voyage », selon Nadia Oxford d'USgamer. Oxford note que ce morceau en particulier démontre la capacité de Fox à « transformer de vieilles chansons en expériences complètement nouvelles », utilisée tout au long de la bande originale du jeu. Tyler Hicks de GameSpot a comparé la musique à des « mélodies basées sur des bits ». 
La bande originale d'Undertale a été fréquemment reprise par différents styles et groupes. Dans le cadre du cinquième anniversaire du jeu, Fox a diffusé en streaming, avec l'autorisation de l'éditeur, des images d'un concert de 2019 des chansons d'Undertale interprétées par Music Engine, un groupe orchestral au Japon, avec le soutien de Fangamer et 8–4.
Le morceau « Megalovania » a été largement utilisé par les mèmes Internet et était déjà populaire parmi les fans de Homestuck, car une autre version de la chanson était associée aux personnages Vriska Serket, Jack Noir et Aradia Megido. En janvier 2022, la chanson a été jouée lors d'un spectacle de cirque organisé lors d'une audience publique hebdomadaire avec le pape François,,.

## Liste des pistes
Toutes les chansons sont écrites et composées par Toby Fox.
| 1.  | Once Upon a Time                                                                   | 1:28 |
| 2.  | Start Menu                                                                         | 0:32 |
| 3.  | Your Best Friend                                                                   | 0:23 |
| 4.  | Fallen Down                                                                        | 0:57 |
| 5.  | Ruins                                                                              | 1:32 |
| 6.  | Uwa!! So Temperate                                                                 | 0:56 |
| 7.  | Anticipation                                                                       | 0:22 |
| 8.  | Unnecessary Tension                                                                | 0:17 |
| 9.  | Enemy Approaching                                                                  | 0:56 |
| 10. | Ghost Fight                                                                        | 0:56 |
| 11. | Determination                                                                      | 0:50 |
| 12. | Home                                                                               | 2:03 |
| 13. | Home (Music Box)                                                                   | 2:02 |
| 14. | Heartache                                                                          | 1:48 |
| 15. | Sans.                                                                              | 0:50 |
| 16. | Nyeh Heh Heh!                                                                      | 0:32 |
| 17. | Snowy                                                                              | 1:44 |
| 18. | Uwa!! So Holiday                                                                   | 0:30 |
| 19. | Dogbass                                                                            | 0:06 |
| 20. | Mysterious Place                                                                   | 0:44 |
| 21. | Dogsong                                                                            | 0:37 |
| 22. | Snowdin Town                                                                       | 1:16 |
| 23. | Shop                                                                               | 0:50 |
| 24. | Bonetrousle                                                                        | 0:57 |
| 25. | Dating Start!                                                                      | 1:56 |
| 26. | Dating Tense!                                                                      | 0:26 |
| 27. | Dating Fight!                                                                      | 0:35 |
| 28. | Premonition                                                                        | 1:01 |
| 29. | Danger Mystery                                                                     | 0:18 |
| 30. | Undyne                                                                             | 0:45 |
| 31. | Waterfall                                                                          | 2:06 |
| 32. | Run!                                                                               | 0:26 |
| 33. | Quiet Water                                                                        | 0:32 |
| 34. | Memory                                                                             | 1:15 |
| 35. | Bird That Carries You Over a Disproportionately Small Gap                          | 0:25 |
| 36. | Dummy!                                                                             | 2:25 |
| 37. | Pathetic House                                                                     | 0:38 |
| 38. | Spooktune                                                                          | 0:23 |
| 39. | Spookwave                                                                          | 0:25 |
| 40. | Ghouliday                                                                          | 0:12 |
| 41. | Chill                                                                              | 0:56 |
| 42. | Thundersnail                                                                       | 0:42 |
| 43. | Temmie Village                                                                     | 0:57 |
| 44. | Tem Shop                                                                           | 0:45 |
| 45. | Ngahhh!!                                                                           | 1:22 |
| 46. | Spear of Justice                                                                   | 1:55 |
| 47. | Ooo                                                                                | 0:14 |
| 48. | Alphys                                                                             | 1:25 |
| 49. | It's Showtime!                                                                     | 0:46 |
| 50. | Metal Crusher                                                                      | 1:03 |
| 51. | Another Medium                                                                     | 2:22 |
| 52. | Uwa!! So Heats!!                                                                   | 0:33 |
| 53. | Stronger Monsters                                                                  | 1:03 |
| 54. | Hotel                                                                              | 1:27 |
| 55. | Can You Really Call This a Hotel, I Didn't Receive a Mint on My Pillow or Anything | 1:01 |
| 56. | Confession                                                                         | 0:42 |
| 57. | Live Report                                                                        | 0:17 |
| 58. | Death Report                                                                       | 0:47 |
| 59. | Spider Dance                                                                       | 1:46 |
| 60. | Wrong Enemy!?                                                                      | 0:58 |
| 61. | Oh! One True Love                                                                  | 1:24 |
| 62. | Oh! Dungeon                                                                        | 0:32 |
| 63. | It's Raining Somewhere Else                                                        | 2:50 |
| 64. | Core Approach                                                                      | 0:12 |
| 65. | Core                                                                               | 2:46 |
| 66. | Last Episode!                                                                      | 0:07 |
| 67. | Oh My...                                                                           | 0:14 |
| 68. | Death by Glamour                                                                   | 2:14 |
| 69. | For the Fans                                                                       | 1:47 |
| 70. | Long Elevator                                                                      | 0:20 |
| 71. | Undertale (guitar by Stephanie MacIntire)                                          | 6:21 |
| 72. | Song That Might Play When You Fight Sans                                           | 1:02 |
| 73. | The Choice                                                                         | 2:12 |
| 74. | Small Shock                                                                        | 0:14 |
| 75. | Barrier                                                                            | 0:31 |
| 76. | Bergentrückung                                                                     | 0:21 |
| 77. | Asgore                                                                             | 2:36 |

| Disque 2 | Disque 2                     | Disque 2 | Disque 2 | Disque 2 | Disque 2 | Disque 2 | Disque 2 | Disque 2 | Disque 2 |
| No       | Titre                        | Durée    |          |          |          |          |          |          |          |
| -------- | ---------------------------- | -------- | -------- | -------- | -------- | -------- | -------- | -------- | -------- |
| 78.      | You Idiot                    | 0:34     |          |          |          |          |          |          |          |
| 79.      | Your Best Nightmare          | 4:00     |          |          |          |          |          |          |          |
| 80.      | Finale                       | 1:52     |          |          |          |          |          |          |          |
| 81.      | An Ending                    | 3:28     |          |          |          |          |          |          |          |
| 82.      | She's Playing Piano          | 0:18     |          |          |          |          |          |          |          |
| 83.      | Here We Are                  | 2:06     |          |          |          |          |          |          |          |
| 84.      | Amalgam                      | 1:20     |          |          |          |          |          |          |          |
| 85.      | Fallen Down (Reprise)        | 2:30     |          |          |          |          |          |          |          |
| 86.      | Don't Give Up                | 2:02     |          |          |          |          |          |          |          |
| 87.      | Hopes and Dreams             | 3:01     |          |          |          |          |          |          |          |
| 88.      | Burn in Despair!             | 0:21     |          |          |          |          |          |          |          |
| 89.      | Save the World               | 1:53     |          |          |          |          |          |          |          |
| 90.      | His Theme                    | 2:05     |          |          |          |          |          |          |          |
| 91.      | Final Power                  | 0:18     |          |          |          |          |          |          |          |
| 92.      | Reunited                     | 4:44     |          |          |          |          |          |          |          |
| 93.      | Menu (Full)                  | 0:32     |          |          |          |          |          |          |          |
| 94.      | Respite                      | 1:54     |          |          |          |          |          |          |          |
| 95.      | Bring It In, Guys!           | 4:12     |          |          |          |          |          |          |          |
| 96.      | Last Goodbye                 | 2:15     |          |          |          |          |          |          |          |
| 97.      | But the Earth Refused to Die | 0:34     |          |          |          |          |          |          |          |
| 98.      | Battle Against a True Hero   | 2:36     |          |          |          |          |          |          |          |
| 99.      | Power of Neo                 | 0:30     |          |          |          |          |          |          |          |
| 100.     | Megalovania                  | 2:36     |          |          |          |          |          |          |          |
| 101.     | Good Night                   | 0:31     |          |          |          |          |          |          |          |
| 129:52   |                              |          |          |          |          |          |          |          |          |